# Морзох
Морзо́х (кабард.-черк. Мэрзэхъу) — село в Урванском районе Кабардино-Балкарской Республики.
Образует муниципальное образование «сельское поселение Морзох», как единственный населённый пункт в его составе.

## География
Селение расположено в центральной части Урванского района, напротив северо-западной окраины города Нарткала, от которой село отделяет лишь автодорога «Старый Черек—Чёрная речка».
Площадь территории сельского поселения составляет — 9,22 км2. Из них сельскохозяйственные угодья занимают — 8,15 км2 (88,4 %). 
Граничит с землями населённых пунктов: Нарткала на востоке, Шитхала на юго-западе и Чёрная Речка на северо-западе.
Населённый пункт расположен на наклонной Кабардинской равнине, в переходной от предгорной в равнинную зоне республики. Рельеф местности представляет собой в основном предгорные слабо-волнистые равнины, с общим уклоном с юго-запада на северо-восток. Средние высоты на территории села составляют 292 метра над уровнем моря. К западу от села тянутся бугристые и курганные возвышенности.
Гидрографическая сеть представлена в основном рекой Морзох и другими родниковыми ручьями, чьи естественные русла ныне канализированы. В окрестностях села расположены искусственные водоёмы, которые используются для разведения промысловых рыб.
Климат влажный умеренный, с тёплым летом и прохладной зимой. Среднегодовая температура воздуха составляет +10,0°С, и колеблется от средних +22,5°С в июле, до средних -2,0°С в январе. Среднегодовое количество осадков составляет около 650 мм. Основные ветры — северо-западная и восточная.

## История
Селение было основано в 1924 году переселенцами из села Старый Черек, имевшими наделы земли к западу от станции Докшукино.
Самостоятельный Морзохский сельсовет был образован в 1927 году, до этого селение административно подчинялось Старочерекскому сельсовету.
Во время Великой Отечественной войны новое село, было фактически разрушено немецкими войсками, во время операции по захвату посёлка при станции Докшукино. Освобождено в январе 1943 года, после чего началось восстановление села.
С 1951 по 1958 года село находилось в административном подчинении Докшукинского поселкового (с 1955 года городского) Совета.
В 1958 году было переподчинено Шитхалинскому сельскому Совету.
В 1982 году селению был возвращён статус отдельного сельского Совета.
Ныне село является пригородом Нарткалы и фактически слился с его западными окраинами.

## Население
| 2002  | 2010  | 2012  | 2013  | 2014  | 2015  | 2016  |
| ----- | ----- | ----- | ----- | ----- | ----- | ----- |
| 1254  | ↘1200 | ↘1190 | ↗1208 | ↗1217 | ↗1223 | ↘1218 |
| 2017  | 2018  | 2019  | 2020  | 2021  | 2023  | 2024  |
| ↘1215 | ↘1203 | ↘1201 | ↘1198 | ↘1184 | ↘1174 | ↘1169 |
| 2025  |       |       |       |       |       |       |
| ↘1166 |       |       |       |       |       |       |

Плотность — 126.46 чел./км2.
Национальный состав
По данным Всероссийской переписи населения 2010 года:
| Народ         | Численность, чел. | Доля от всего населения, % |
| ------------- | ----------------- | -------------------------- |
| кабардинцы    | 873               | 72,8 %                     |
| турки         | 177               | 14,8 %                     |
| русские       | 71                | 5,9 %                      |
| азербайджанцы | 51                | 4,3 %                      |
| другие        | 28                | 2,3 %                      |
| всего         | 1 200             | 100 %                      |

По данным Всероссийской переписи 2021 года:
| Народ               | Численность, чел. | Доля от всего населения, % |
| ------------------- | ----------------- | -------------------------- |
| кабардинцы          | 893               | 75,42 %                    |
| турки               | 187               | 15,79 %                    |
| русские             | 61                | 5,15 %                     |
| черкесы             | 22                | 1,85 %                     |
| другие / не указано | 21                | 1,77 %                     |
| всего               | 1 184             | 100,0 %                    |

Поло-возрастной состав
По данным Всероссийской переписи населения 2010 года:
| Возраст     | Мужчины, чел. | Женщины, чел. | Общая численность, чел. | Доля от всего населения, % |
| ----------- | ------------- | ------------- | ----------------------- | -------------------------- |
| 0 — 14 лет  | 120           | 114           | 234                     | 19,5 %                     |
| 15 — 59 лет | 413           | 395           | 808                     | 67,3 %                     |
| от 60 лет   | 46            | 112           | 158                     | 13,2 %                     |
| Всего       | 579           | 621           | 1 200                   | 100,0 %                    |

Мужчины — 579 чел. (48,3 %). Женщины — 621 чел. (51,7 %).
Средний возраст населения — 34,4 лет. Медианный возраст населения — 31,8 лет.
Средний возраст мужчин — 32,0 лет. Медианный возраст мужчин — 30,0 лет.
Средний возраст женщин — 36,5 лет. Медианный возраст женщин — 34,2 лет.

## Местное самоуправление
Администрация сельского поселения Морзох — село Морзох, ул. Комсомольская, 1.
Структуру органов местного самоуправления сельского поселения составляют:
- Исполнительно-распорядительный орган — Местная администрация сельского поселения Морзох. Состоит из 4 человек.  
  - Глава администрации сельского поселения — Ханичев Заурбек Бидёнович.
- Представительный орган — Совет местного самоуправления сельского поселения Морзох. Состоит из 13 депутатов, избираемых на 5 лет. 
  - Председатель Совета местного самоуправления сельского поселения — Тлехугов Руслан Мухарбиевич.

## Ислам
- Сельская мечеть — пер. Газовый, 1.

## Культура
- «Социально-Культурный Центр Морзох» — ул. Комсомольская, 2.

Общественно-политические организации: 
- Адыгэ Хасэ
- Совет ветеранов труда и войны

## Инфраструктура
Из-за близости города Нарткалы, в селе нет своих объектов социальной инфраструктуры. Население села обучается в школах Нарткалы и обращаются по медицинским вопросам напрямую в больницы и поликлиники города.

## Экономика
Основу экономики села составляет сельское хозяйство. Наибольшее развитие в сельском хозяйстве получило частное возделывание растительных культур в частных теплицах и оранжереях.

## Улицы
На территории села зарегистрировано 6 улиц и 4 переулка:
Улицы:

| Дружбы        |
| Комсомольская |

| Молодёжная |
| Новая      |

| Садовая |
| Свободы |

Переулки:

| Газовый   |
| Советский |

| Урусова |

| Южный |